# Remus Răduleț
Remus (Baziliu) Răduleț (n. 3 mai 1904, Brădeni, Sibiu – d. 6 februarie 1984, București) a fost un inginer român, membru al Academiei Române (m.c. 2 iulie 1955, m.t. 21 martie 1963).

## Biografie
Remus Răduleț s-a născut la data de 3 mai 1904 în localitatea Brădeni (Heldorf) din județul Sibiu, într-o familie cu doi băieți și două fete, ca fiu al preotului Vasile Răduleț și al Anei Răduleț. Satul Brădeni este atestat încă din 1297 cu numele de terra Heen, iar biserica cu hramul Sf. Andrei a fost menționată prima oară în 1350. Sat săsesc, a fost numit Henndorf până în 1968.

## Studii
Primele clase le-a făcut la Berivoi și Sighișoara. Ulterior, studiile liceale le-a făcut la Liceul „Radu Negru” din Făgăraș (1919-1923) și a susținut examenul de bacalaureat la Liceul „Andrei Șaguna” din Brașov. A început liceul la secția umanistă dar, atras de fizică, a susținut Bacalaureatul la secția reală. Această formare inițială umanistă și-a pus amprenta pe întreaga lui viața profesională inginerească.
A început studiile superioare în 1923 la Facultatea de Electromecanică a Școlii Politehnice din Timișoara, înființată în noiembrie 1920 prin Decretul Regelui Ferdinand care, în 11 noiembrie 1923, cu ocazia  vizitei de inaugurare, a spus Nu zidurile fac o școală ci spiritul care domnește într-însa. Este foarte probabil ca Remus Răduleț, student în anul I, să fi asistat la această ceremonie. A primit diploma de inginer electromecanic în 1927, fiind cel mai strălucit student pe care l-a avut Politehnica din Timișoara. Lucrarea de diplomă intitulată „Stabilirea unui mod de optimizare prin calcul a șapte transformatoare”, a fost condusă de profesorul Plautius Andronescu și a primit „foarte bine cu distincție”.
În anul următor, la recomandarea profesorului Plautius Andronescu, a primit o bursă doctorală și și-a făcut studiile doctorale în Elveția, la Școala Politehnică Federală din Zürich (ETHZ) (1929-1930). Acolo a lucrat sub conducerea profesorului Karl Kuhlmann, ocupându-se de studiul unui cuptor de inducție fără miez. Cu această ocazie a întâlnit personalități precum Albert Einstein, Max Planck, Erwin Schrödinger și Wolfgang Pauli. În 1931 susține teza de doctorat după care, spre surprinderea profesorilor, se reîntoarce în țară.

## Activitate
Revenit în țară, își începe activitatea didactică la Școala Politehnică din Timișoara, pe care o va sluji timp de 20 de ani, până în 1951. Formația sa enciclopedică, cunoștințele dobândite ca student la Timișoara și ca doctorand la Zürich și harul său pedagogic i-au permis să predea cu deosebită competență atât discipline fundamentale, precum Fizica, dar și discipline de ultimă oră: Mașini electrice, Centrale electrice sau Tehnica curenților slabi, care a devenit ulterior primul curs de Electronică din Institutul timișorean (1931).
Dacă pe durata doctoratului ocupa postul de asistent la Școala Politehnică din Timișoara (1927-1928), la revenirea de la Zürich este numit conferențiar suplinitor (1931), și ulterior titular (1940), la Școala Politehnică din Timișoara. Începând din 1946 ocupă postul de profesor la Școala Politehnică din Timișoara iar din 1948 predă și la Institutul de Căi Ferate.
Începând cu anul universitar 1951-1952 se transferă la București și devine profesor titular. Predă cursurile de Electromagnetism și Teoria relativității la Universitatea din București și, în paralel, la departamentul de Inginerie electrică al Facultății de Electrotehnică a Institutului Politehnic din București. Acest departament fusese înființat în 1948, prin reorganizarea departamentului de măsurări electrice, fiind condus la început de profesorul Constantin Budeanu și apoi de profesorul Ion S. Antoniu. Ulterior, pentru o perioadă îndelungată, acesta a fost condus de profesorul Remus Răduleț, devenit între timp academician. Aici a predat, până la pensionare (1974), cursul de Bazele electrotehnicii căruia i-a dat o structură axiomatică. Remus Răduleț a fost creatorul școlii românești de Bazele Electrotehnicii.
La 2 iulie 1955 este primit membru corespondent al Academiei RPR iar din 21 martie 1963 a devenit membru titular. Timp de 3 ani (1963-1966) a fost Președinte al Secției de științe a Academiei RPR, iar apoi timp de 8 ani, între 8 aprilie 1966 și 21 martie 1974, a ocupat funcția de  vicepreședinte al Academiei.
Unul dintre domeniile în care și-a adus o contribuție remarcabilă a fost cel al terminologiei electrotehnice. Pregătirea sa enciclopedică i-a permis să imprime lucrărilor din acest domeniu un caracter interdisciplinar prin stabilirea unor relații între electrotehnică și diferite domenii ale fizicii, chimiei, logicii sau informaticii.
În 1947 apare sub coordonarea sa traducerea în limba română a Manualului Inginerului - Hütte, elaborat cât încă se afla la Timișoara. Nu a fost numai o traducere, deoarece în fiecare capitol s-au adus completări de ultimă oră, dar mai ales s-a utilizat o terminologie unitară. Iată ce spunea Remus Răduleț: „ Cel ce semnează aceste rânduri s-a străduit să realizeze întrebuințarea acelorași termini în diferite secțiuni ale manualului și să-l prezinte într-o limbă cât mai unitară”.
În perioada 1948-1956, la îndemnul Asociației Generale a Inginerilor din România (AGIR) și a Societății “Politehnica”, pentru a răspunde unor nevoi reale ale inginerului, dar și pentru a oferi noi cunoștințe în educare a populației, a coordonat elaborarea Lexiconului Tehnic Român, ediția I–a, în opt volume, iar în perioada 1957-1966 s-a reeditat ediția a II-a în 18 volume, lucrare lexicografică de mare amploare, prima de acest gen din România. Prima ediție a însumat 7000 de pagini, iar a doua 12.000 de pagini. La elaborarea acestei opere au lucrat 433 de persoane. Lexiconul Tehnic Român rămâne un tezaur terminologic pentru domeniul electrotehnic.
În 1964, este ales Președinte al Comisiei Electrotehnice Internaționale (CEI) pentru o perioadă de patru ani. A fost al 17-lea Președinte al acestei Comisii. Comisia Electrotehnică Internațională a fost înființată cu ocazia Congresului Electricienilor, ținut la Saint-Louis (SUA) în zilele de 12-17 septembrie 1904, primul ei președinte fiind Lordul Kelvin. După terminarea mandatului său de Președinte al CEI, Remus Răduleț a fost ales Președinte al Comitetului Tehnic CT-1: Terminologie. Acesta este cel mai vechi și cu tradiție Comitet al CEI, apărut încă de la înființarea Comisiei Electrotehnice Internaționale.
În 1961, împreună cu alți specialiști, a contribuit la organizarea la București a Reuniunii Generale a Comisiei Electrotehnice Internaționale, prima reuniune ținută într-un stat socialist.
În calitate de Președinte al Comitetului Tehnic de Terminologie al Comisiei Electrotehnice Internaționale a coordonat și finalizat prima ediție a Dicționarului Multilingv al Electricității (1983).
Începuse deja să lucreze, din 1981, împreună cu Comitetul Electrotehnic Român, la solicitarea Biroului Central al CEI, la elaborarea unui  Tezaur de termeni. Primele rezultate au fost prezentate de academicianul Remus Răduleț în octombrie 1983 la Reuniunea Generală a CEI de la Tokyo. Aprecierile au fost favorabile și s-au materializat prin decizia de finanțare a activității de elaborare a Tezaurului terminologic.
Lucrarea fundamentală pe care Remus Răduleț o dezvoltă pentru CEI este Tezaurul de concepte al CEI: Le Thesaurus CEI rationel de l'electricite care va vedea lumina tiparului în anul 1986 la Geneva, editat în limba franceză. 
Alte asociații în care a fost membru și funcții deținute:
- membru al Asociației Științifice a Inginerilor și Tehnicienilor din România
- membru al Academiei Saxone de Științe din Leipzig (1966)
- membru al Asociației Americane pentru Progresul Științei
- membru al Academiei Lumii Latine din Paris (1971)
- membru al Academiei de Științe din New York (1979)
- Președinte al Comitetului Electrotehnic Român (CER)
- Director al Institutului de Energetică al Academiei RPR

Convins de necesitatea educării publicului larg în domeniul științelor, este fondatorul și Rectorul Universității Populare din București.
A fost prieten cu Ilie Murgulescu, colaborând cu acesta în chestiuni aflate la intersecția dintre electrotehnică și chimie.
În data de 6 februarie 1984 s-a stins din viață.

## Distincții
- Ordinul Muncii clasa a III-a (14 septembrie 1953)[2]
- Ordinul Muncii clasa a II-a (31 mai 1957) „pentru merite deosebite în muncă, cu ocazia celui de al II-lea Congres al Asociației Științifice a Inginerilor și Tehnicienilor din Republica Populară Romînă”[3]
- Ordinul Muncii cl. I[4]
- Ordinul „Meritul Științific” clasa I (26 septembrie 1966) „pentru merite deosebite în activitatea științifică, cu prilejul Centenarului Academiei Republicii Socialiste România”[5]
- Ordinul „Tudor Vladimirescu” cl. II-a
- Titlul Om de știință emerit